# Halloween (film, 2007)
A Halloween (eredeti cím: Halloween) 2007-es amerikai horrorfilm, melyet Rob Zombie írt és rendezett. Ez a film egy újragondolása az 1978-as Halloweennak, illetve egy eredettörténet is Michael Myers számára. A főbb szerepekben Malcolm McDowell, Sheri Moon Zombie, Tyler Mane és Scout Taylor-Compton látható.

## Szereplők
| Szerep                    | Színész              | Magyar hang         |
| ------------------------- | -------------------- | ------------------- |
| Dr. Samuel Loomis         | Malcolm McDowell     | Szersén Gyula       |
| Lee Brackett seriff       | Brad Dourif          | Juhász György       |
| Michael Myers             | Tyler Mane           | nem szólal meg      |
| Michael Myers 10 évesen   | Daeg Faerch          | Kilényi Márk Olivér |
| Deborah Myers             | Sheri Moon Zombie    | Németh Kriszta      |
| Ronnie White              | William Forsythe     | Sörös Sándor        |
| Chambers igazgató         | Richard Lynch        |                     |
| Morgan Walker             | Udo Kier             |                     |
| Dr. Koplenson             | Clint Howard         |                     |
| Ismael Cruz               | Danny Trejo          | Varga Tamás         |
| Noel Kruggs               | Lew Temple           |                     |
| Larry Redgrave            | Tom Towles           |                     |
| Zach Garrett              | Bill Moseley         |                     |
| Patty Frost               | Leslie Easterbook    |                     |
| Stan Payne                | Steve Boyles         |                     |
| Laurie Strode/Angel Myers | Scout Taylor-Compton | Vadász Bea          |
| Annie Brackett            | Danielle Harris      | Nemes Takách Kata   |
| Tommy Doyle               | Skyler Gisondo       | Czető Ádám          |
| Lindsey Wallace           | Jenny Gregg Stewart  | Talmács Márta       |
| Judith Myers              | Hanna Hall           | Czető Zsanett       |
| Lynda van der Klok        | Kristina Klebe       | Bogdányi Titanilla  |
| Steve Haley               | Adam Weisman         |                     |
| Cynthia Strode            | Dee Wallace          | Menszátor Magdolna  |
| Paul                      | Max Van Ville        |                     |
| Bob Simms                 | Nick Mennell         | Joó Gábor           |